# Ahab (gruppo musicale)
Gli Ahab sono un gruppo musicale funeral doom metal tedesco formatosi nel 2004.

## Storia
Gli Ahab si formarono nel 2004 da un'idea del cantante e chitarrista Daniel Droste e dal chitarrista Christian Hector, entrambi ormai ex-membri dei Midnattsol. Con questa formazione viene registrato il primo demo della band, The Oath, che vede i due chitarristi alle prese anche con la batteria. Il demo viene autofinanziato dai due e ne vengono prodotte solo 30 copie. Nel 2006 si aggiungono alla formazione il batterista Cornelius Althammer e il bassista Stephan Adolph, che tra l'altro ha registrato il precedente demo della band. Con questa formazione gli Ahab nello stesso anno, dopo aver firmato con la Napalm Records, pubblicano il loro album di debutto, The Call of the Wretched Sea. Il disco viene accolto bene e la band comincia a farsi un nome soprattutto nella scena funeral doom, il che li porta a tenere qualche concerto. Per l'EP The Oath, Daniel Droste e Christian Hector si ritrovano di nuovo da soli e alle prese con tutti gli strumenti. Ma dopo aver firmato per la Deviant Records i due lo riescono a pubblicare comunque, producendone una quantità ridotta di solo 150 copie. Nello stesso anno, il 2007, viene ripubblicato The Call of the Wretched Sea, con un cofanetto speciale contenente 2 LP, una toppa degli Ahab, un loro poster e una pagina di Moby Dick. Di questa versione speciale ne sono state prodotte solo 500 copie.
Nel 2009 la formazione viene completata dal bassista Stephan Wandernoth e dal ritornato Cornelius Althammer che, in questa formazione, si trova impegnato sia nel ruolo di produttore che di tecnico di registrazione. La band torna a firmare con la Napalm Records e così pubblica The Divinity of Oceans, che riconferma il buon lavoro svolto in The Call of the Wretched Sea. L'album, com'è ormai tradizione del gruppo, è ispirato ad un romanzo a tema marino, Heart of the sea. Le origini di Moby Dick di Nathaniel Philbrick, che narra del naufragio della baleniera Essex (dal romanzo, pubblicato nel 2000, è stato anche tratto un film nel 2015).
Nell'aprile 2012 gli Ahab annunciano l'artwork e l'elenco delle tracce del loro terzo album in studio, che s'intitolerà The Giant e sarà pubblicato alla fine dell'anno. Questa volta il tema dell'album è ispirato al romanzo Storia di Arthur Gordon Pym di Edgar Allan Poe.
Il quarto album in studio, The Boats of Glen Carrig, è stato pubblicato il 28 agosto del 2015, ed è ispirato all'omonimo romanzo di William Hope Hodgson del 1907.
L'intenso e memorabile concerto tenuto al Death Row Fest nel 2017 a Jena, in Germania, è stato registrato dal locale ingegnere del suono, che ha consegnato alla band la registrazione della loro esibizione su una chiave USB. La band ha selezionato cinque tracce di quell'esibizione, tutte appartenenti al loro album d'esordio The Call of the Wretched Sea, che sono state masterizzate da Role Wiegener agli studi Tonmeisterei e pubblicate il 26 giugno del 2020 in CD e, in formato limitato, in LP e musicassetta con il nome di Live Prey presso la Napalm Records.
Il 30 maggio 2020, durante la crisi pandemica dovuta al covid-19, il gruppo ha tenuto un concerto senza pubblico al Café Central di Weinheim (Germania), trasmesso gratuitamente in live streaming sul canale YouTube del locale. La metà del ricavato di eventuali donazioni volontarie è stata devoluta al locale stesso.
Il 13 gennaio 2023, dopo otto anni di distanza dal precedente The Boats of The Glen Carrig, il gruppo tedesco pubblica il quinto album in studio dal titolo The Coral Tombs. Ispirato al celebre romanzo Ventimila leghe sotto i mari di Jules Verne, il disco si caratterizza per una buona componente di sperimentazione e dalle sonorità doom che richiamano in parte i lavori degli esordi.

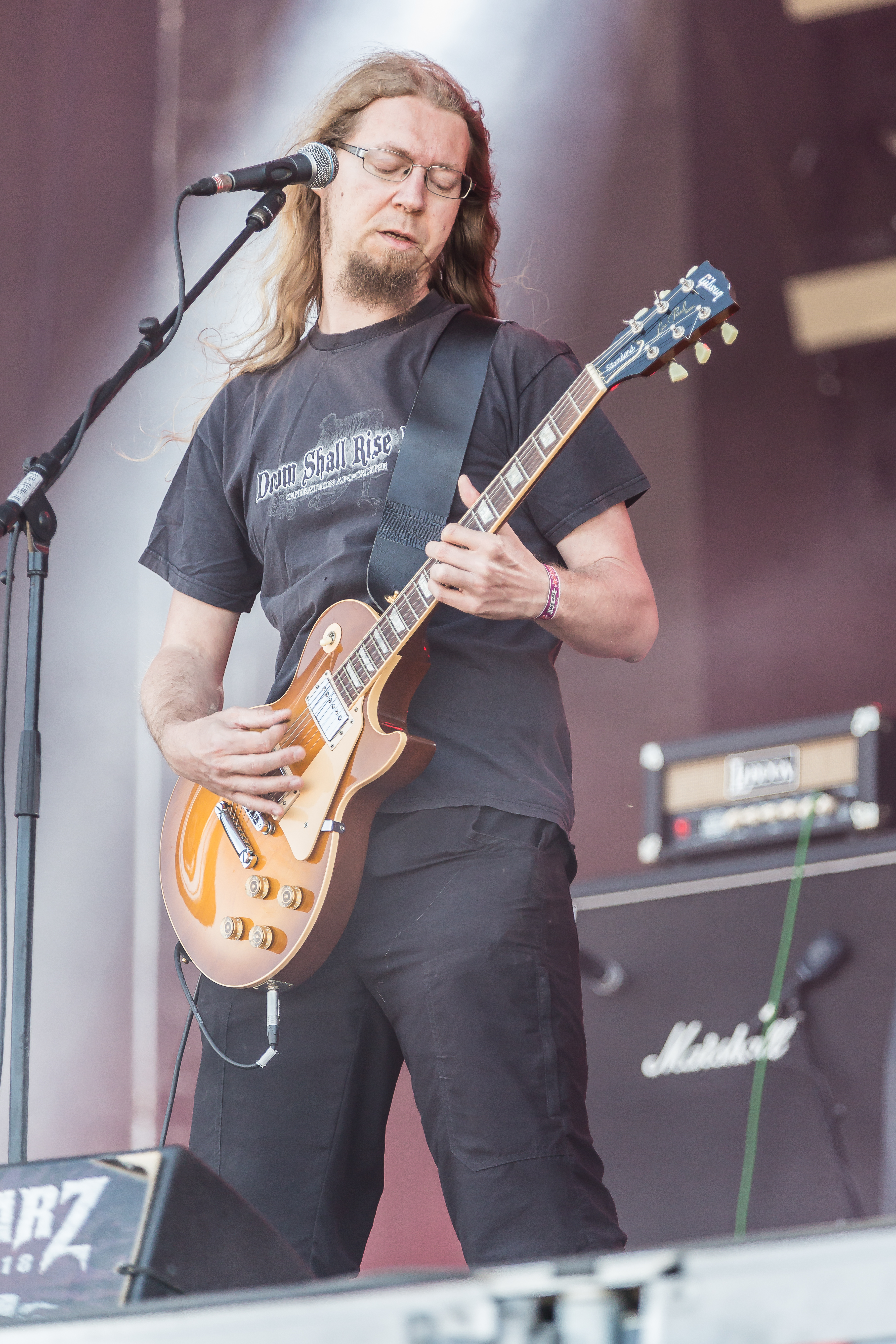
Daniel Droste, fondatore del gruppo

## Stile e influenze
Come affermato da Daniel Droste a suo tempo, gli Ahab prendono spunto da molti e vari generi, partendo dal classico space rock dei Pink Floyd, arrivando fino al death doom dei primi Anathema. Inoltre la band riesce a dare un'impronta originale al proprio sound facendo un uso massiccio dell'effetto di riverbero sulle chitarre, volendo così dare l'impressione di trovarsi in mare aperto. Infatti, come ammesso da loro stessi nel libretto pubblicato insieme al debut, la band ha una vera e propria ossessione per il mare e l'oceano, non per nulla a loro piace autodefinire il loro genere come "Nautik funeral doom metal". Tutto ciò è accentuato dal fatto che nei loro testi gli Ahab parlino di storie come quella di Moby Dick o della baleniera Essex, creando così dei concept album.

## Formazione

### Formazione attuale
- Daniel Droste - voce, chitarra, synth
- Christian Hector - chitarra
- Stephan Wandernoth - basso
- Cornelius Althammer - batteria

### Ex componenti
- Stephan Adolph - basso

## Discografia

### Album in studio
- 2006 - The Call of the Wretched Sea
- 2009 - The Divinity of Oceans
- 2012 - The Giant
- 2015 - The Boats of the Glen Carrig
- 2023 - The Coral Tombs

### Album dal vivo
- 2020 - Live Prey

### Demo
- 2005 - The Oath

### EP
- 2007 - The Oath